# National Magazine Award
O National Magazine Award é uma prestigiosa premiação estadunidense que honra a excelência na indústria gráfica de revistas. É administrado pela American Society of Magazine Editors e pela Columbia University Graduate School of Journalism de Nova York. O prêmio tem sido concedido anualmente desde 1966.
Considerado a mais alta premiação deste segmento da indústria gráfica, seria uma espécie de Prêmio Pulitzer para revistas (o Pulitzer é muito mais conhecido, mas não possui uma categoria para revistas).
Os destinatários dos prêmios são escolhidos em duas etapas: primeiro, os candidatos são analisados por uma comissão julgadora, a qual recomenda um grupo de finalistas; em seguida, um segundo corpo de jurados escolhe um vencedor em cada categoria.
As categorias atuais são:
- Excelência Geral, Notícias, Desporto e Entretenimento
- Excelência Geral, Serviços e Lifestyle
- Excelência Geral, Interesse especial
- Excelência geral, Literatura, Ciência e Política
- Design
- Fotografia
- Fotografia Especial
- Secção de uma revista
- Serviço Pessoal
- Interesses de lazer
- Edição de tema único
- Website
- Multimédia
- Vídeo
- Reportagem
- Escrita Especial
- Ensaios e crítica
- Colunas e Comentário
- Interesse público
- Revista do Ano